# Шкамевець
Шкамевець (словен. Škamevec) — поселення в общині Велике Лаще, Осреднєсловенський регіон, Словенія. 
Висота над рівнем моря: 589,1 м.